# Khomeyni Shahr
Khomeynī Shahr (farsi خمینی‌شهر è il capoluogo dello shahrestān di Khomeynishahr, circoscrizione Centrale, nella Provincia di Esfahan. Così chiamata in onore dell'ayatollah Khomeyni, dagli anni trenta fino alla rivoluzione iraniana del 1979 si chiamava Homāyūnshahr (farsi همایون‌شهر) e anticamente Sedeh.  Aveva, nel 2016, una popolazione di 247.128 abitanti.